# Casalpusterlengo
Casalpusterlengo (lombardul: Casàl) település Olaszországban, Lombardia régióban, Lodi megyében. Lakosainak száma 15 485 fő (2023. január 1.). Casalpusterlengo Brembio, Codogno, Ospedaletto Lodigiano, Secugnago, Somaglia, Terranova dei Passerini és Turano Lodigiano községekkel határos.

## Népesség
A település népességének változása:
| Lakosok száma | 15 208 | 15 280 | 15 485 |
|               | 2017   | 2018   | 2023   |